# Milies
Milies (griechisch Μηλιές (f. pl.), bis 2008 offiziell Milee Μηλέαι) ist ein Bergdorf der Gemeinde Notio Pilio in der griechischen Region Thessalien. Milies liegt 28 km entfernt von der Stadt Volos. Der Name des Ortes bedeutet ‚Apfelbäume‘ – in der Nähe des Ortes gibt es bis heute einige Apfelplantagen. Eine Spezialität der Gegend sind die Bergäpfel Firikia.
Das recht große Dorf liegt ca. 450 m über dem Meeresspiegel. Man blickt fast von überall auf die tiefer liegenden Olivenhaine und die große Bucht des Pagasitischen Golfs hinunter.
Die Häuser des Dorfes sind denkmalgeschützt, daher muss jeder Neubau dem traditionellen Baustil angepasst werden. Es gibt lediglich zwei enge asphaltierte Straßen, die für Fahrzeuge geeignet sind. Der Rest des Dorfes ist durch Treppenstraßen (Kalderimia) aus Naturstein verbunden, die für Fahrzeuge ungeeignet sind. Daher sind in Milies Maultiere, Esel sowie Pferde beliebtes Transportmittel. Alle Treppenstraßen führen zum Dorfplatz (Platia).
Eine Eisenbahnstrecke, die Pilionbahn, verband in der Vergangenheit Volos mit Milies. Sie wurde seit Mitte der 1970er Jahre nicht mehr genutzt, aber Mitte der 90er für touristische Zwecke in ihrem südlichen Teil wieder in Betrieb genommen.

## Gliederung
Von 1912 bis 1997 war Milies (Milea) eine selbständige Landgemeinde (kinotita), ab 1997 nach Eingemeindung zahlreicher Nachbardörfer Stadtgemeinde (dimos) in der Präfektur Magnisia. Seit der Schaffung der Gemeinde Notio Pilio (‚Süd-Pilio‘) im Jahr 2010 bildet diese ehemalige Gemeinde einen von fünf Gemeindebezirken mit (2011) 3.085 Einwohnern.
| Ortsgemeinschaft      | griechischer Name Μηλιές                | Code     | Fläche (km²) | Einwohner 2001 | Einwohner 2011 | Dörfer und Siedlungen                                                    |
| --------------------- | --------------------------------------- | -------- | ------------ | -------------- | -------------- | ------------------------------------------------------------------------ |
| Milies                | Τοπική Κοινότητα Μηλεών                 | 24040301 | 24,497       | 1056           | 0900           | Koropi, Milies, Stavrodromi                                              |
| Agios Georgios Nilias | Τοπική Κοινότητα Αγίου Γεωργίου Νηλείας | 24040302 | 20,666       | 1092           | 0963           | Agia Triada, Agios Georgios Nilias, Ano Gatzea, Dyo Revmata, Kato Gatzea |
| Vyzitsa               | Τοπική Κοινότητα Βυζίτσης               | 24040303 | 06,054       | 0330           | 0306           | Argyreika, Vyzitsa                                                       |
| Kala Nera             | Τοπική Κοινότητα Καλών Νερών            | 24040304 | 02,002       | 0723           | 0594           | Kala Nera                                                                |
| Pinakates             | Τοπική Κοινότητα Πινακατών              | 24040305 | 09,896       | 0312           | 0211           | Agios Athanasios, Pinakates                                              |
| Gesamt                | Gesamt                                  | 240403   | 63,115       | 3513           | 3085           |                                                                          |

## Geschichte

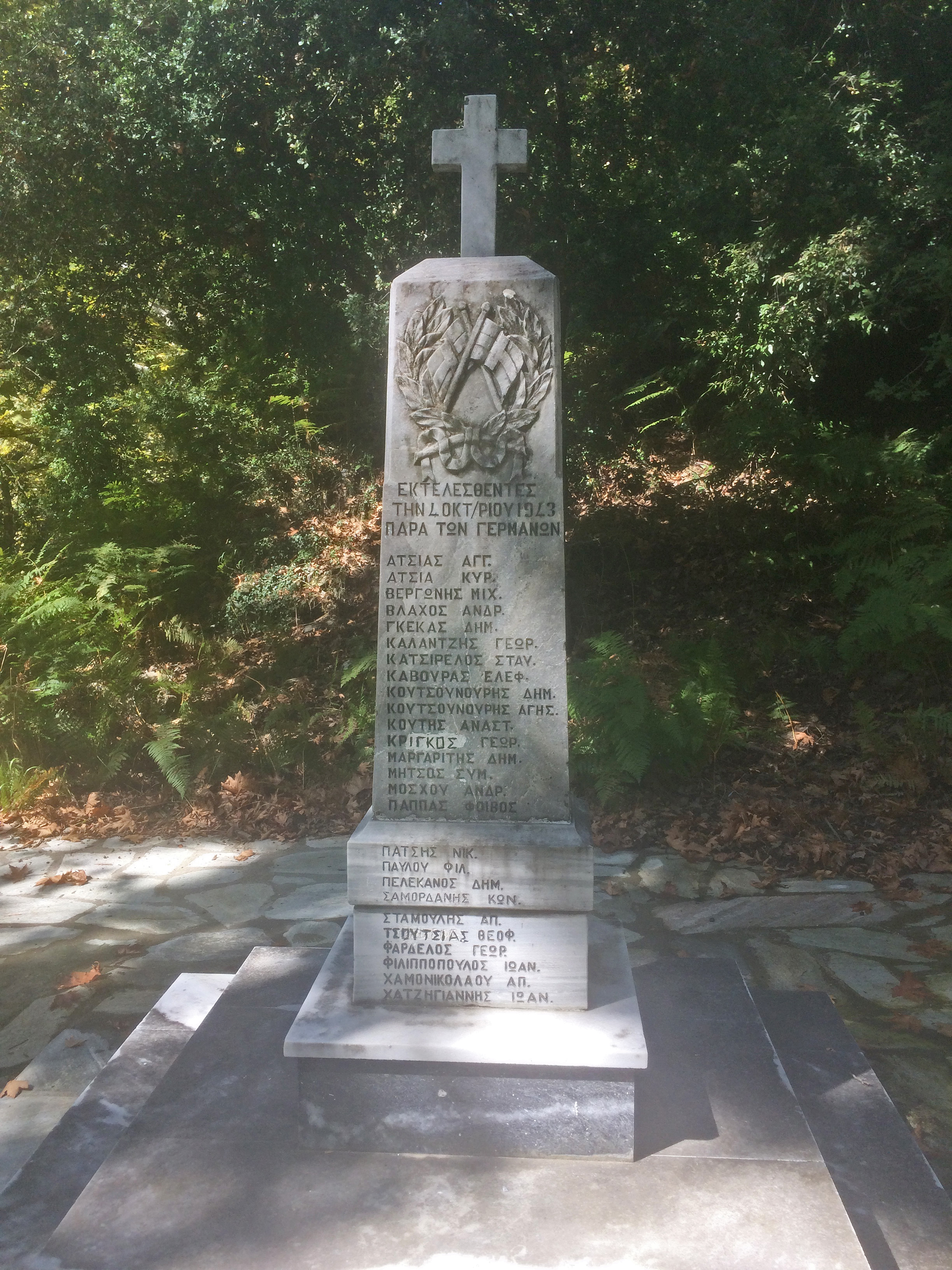
Gedenkstätte für die von Deutschen Besatzungstruppen 1943 hingerichteten Männer des Dorfes

Angeblich wurde Milies von Einwohnern des Ortes Miles in Euböa gegründet, die nach einem geeigneten Versteck zum Schutz vor Piraten suchten.
Während der Besatzung Griechenlands im Zweiten Weltkrieg wurde als Vergeltungsmaßnahme für Partisanen-Aktionen des griechischen Widerstands das Dorf Milies von Deutschen Besatzungstruppen am 4. Oktober 1943 fast vollständig niedergebrannt. Nach offiziellen Angaben der Gemeindeverwaltung wurden dabei 25 Männer erschossen und drei Bewohner starben in den brennenden Häusern. Acht Tage zuvor waren ein deutscher Offizier und ein Soldat in der Nähe des Dorfes von Partisanen am 26. September getötet worden.

## Sehenswerte Gebäude
- Die alte Bibliothek, die von Anthimos Gazis, einem griechischen Philosophen des 19. Jahrhunderts, als Schule genutzt wurde
- Alter Bahnhof mit Drehscheibe, auf der die Lok nach Ankunft per Muskelkraft gedreht wird
- Kirche Agios Taxiarchis auf der Platia, die aufgrund ihrer aufwändigen Wandmalereien von Bedeutung ist.

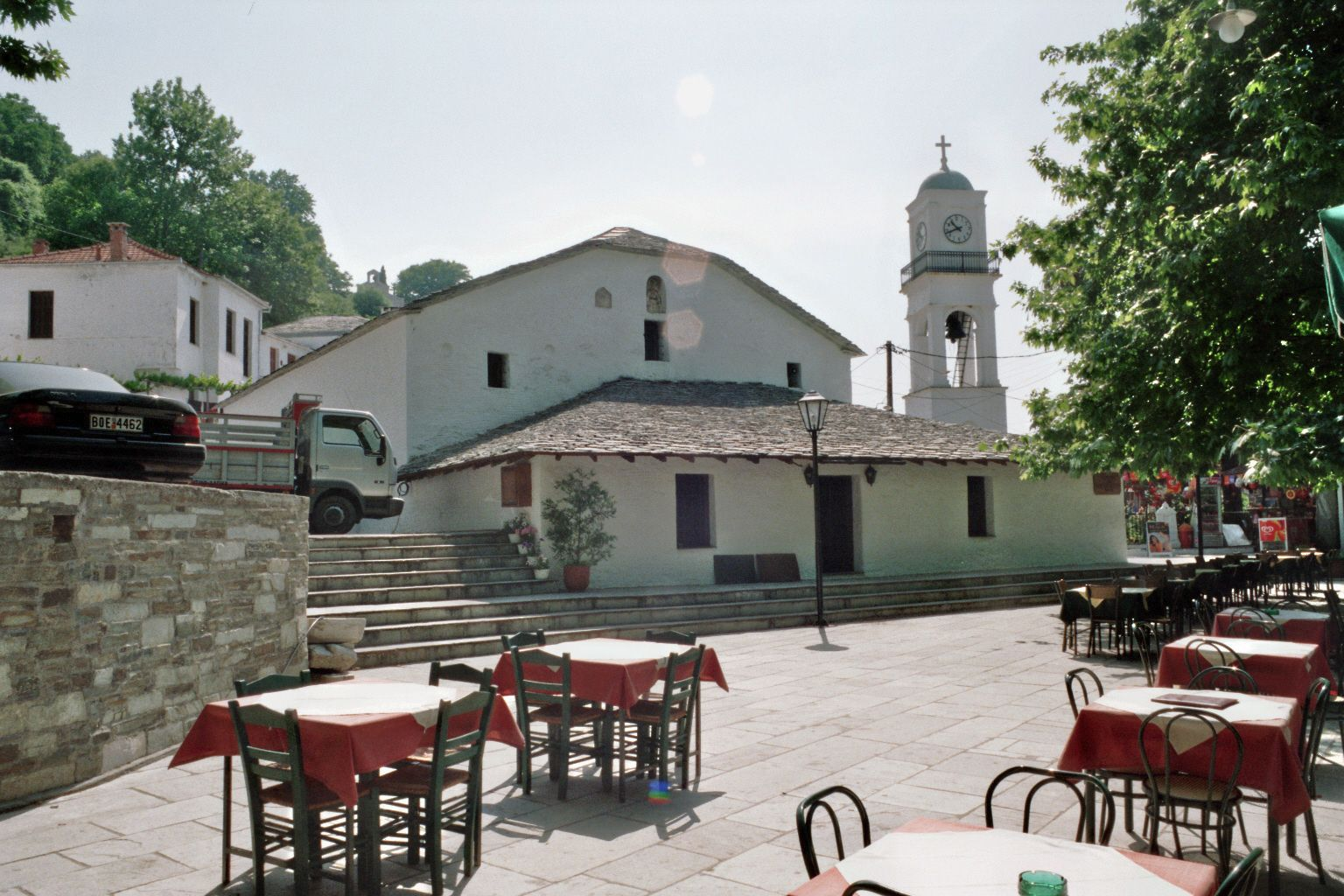
Kirche Agios Taxiarchis (Heiliger Erzengel)
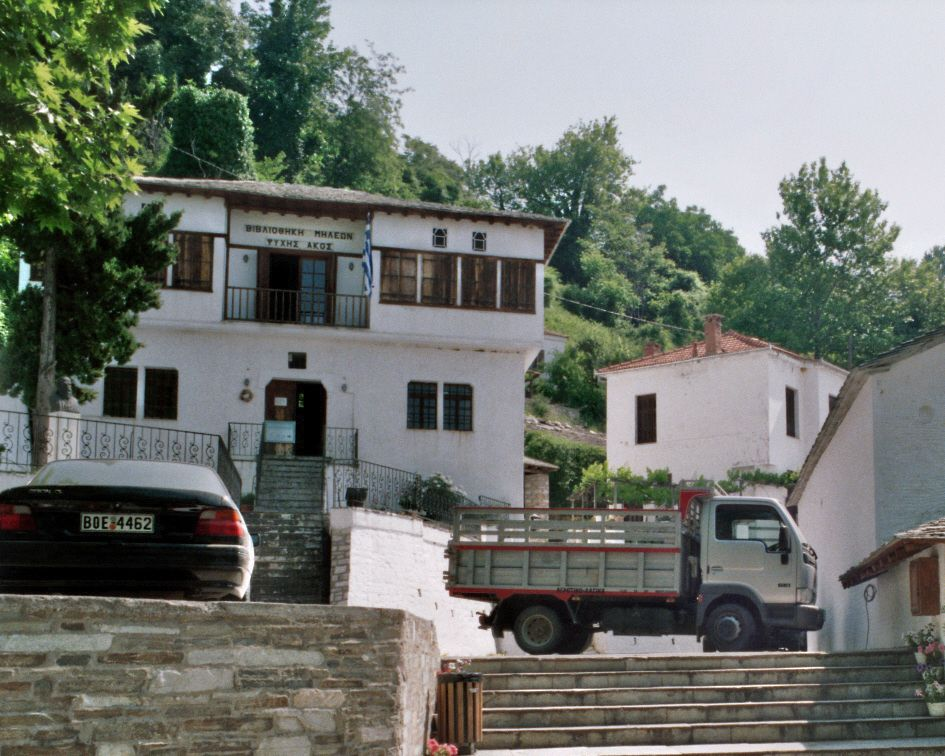
Magnisia-Bibliothek

## Persönlichkeiten
- Anthimos Gazis (1758–1828), Gelehrter, Revolutionär und Politiker

## Partnerstadt
Lapithos, Zypern